# Petrosino
Petrosino est une commune italienne de la province de Trapani, dans la région Sicile.

## Administration
| Période                                  | Période  | Identité         | Étiquette     | Qualité |
| ---------------------------------------- | -------- | ---------------- | ------------- | ------- |
| 2022                                     | en cours | Giacomo Anastasi | liste civique |         |
| Les données manquantes sont à compléter. |          |                  |               |         |

### Communes limitrophes
Marsala, Mazara del Vallo.